# Диогенит
Диогенитите са ахондрити от клана HED метеорити (Метеорити от Веста), в който са включени още две групи – еукрити и хауардити. Образувани са от топенето на хондритите в астероида 4 Веста, който е третото по големина тяло в Астероидния пояс и се смята, че е дом на множество метеорити, а групата HED е част от 576-километровата Веста.

## Наименование
До средата на 1970-те години тези метеорити са наричани „родити“ или „хиперстенни ахондрити“. В наше време те носят името на Диоген от Аполония, който пръв предполага извънземен произход на метеоритите. Известен представител е метеоритът Татахуин, който пада в Тунис през 1931 г. и се разбива на многобройни парчета. Той е популярен сред колекционерите заради необичайно големите си, зелени кристали.

## Произход
Предполага се, че произходът на HED метеоритите е от астероида 4 Веста. Хипотезата за произхода им е в съответствие с текущите наблюдения и изследвания на донесения материал от мисията на космическия апарат Дон през 2007 г.
След формирането ѝ, в недрата на Веста се образува никел-желязно ядро, обвито от вулканичен материал във вид на мантия и кора. По-късно астероидът се охлажда до такава степен, че кратката вулканична фаза приключва и започва бавното втвърдяване на ядрото. По-късно Веста претърпява масивен сблъсък, който изравя 450-километров кратер и като резултат са изхвърлени множество малки и средни тела, кръстени „Вестоиди“. Кратерът на Веста е толкова огромен, а гравитационното привличане толкова слабо, че е изхвърлен дори материал от дълбоките слоеве. Предполага се, че диогенитите идват директно от този астероид, или са потомци на Вестоидите. За разлика от еукритите, които са формирани от кората на астероида, диогенитите са образувани от по-дълбоки пластове – в подземни магмени камери.

## Състав
Диогенитите са петрологично разнообразни и включват дунитни, харцбургитни и норитни литологични типове в допълнение към традиционните ортопироксенити. По-голямата част от тях са едрозърнести ултрамафични скали, доминирани най-вече от магнезиев ортопироксен. Вероятно произхождат от долната част на кората на Веста. Това са диференцирани абисални скали, съставени предимно от ортопироксен, богат на магнезий и беден на калций. Съдържанието му в тях е между 84 и 100% от обема на метеорита, но различните участъци в някои диогенити могат да имат много различно съдържание на ортопироксен. Той е едрозърнест и е обилно натрупан по повърхността на базалтовата магма. Обикновено е силно брекчиран и раздробен. В някои от зърната на пироксена се срещат тънки ламели от авгит, образувани при бавното охлаждане.
Диогенитите съдържат и незначителни количества оливин, хромит, клинопироксен и анортитов плагиоклаз. Оливинът е представен с включвания в пироксена и много ситни частици в матрицата. В контактните зони между оливина и ортопироксена може да се наблюдават утайки от Ca-пироксен, троилит или хромит. Въпреки че съдържанието на оливин обикновено е под 10%, съществуват диогенити, богати на оливин, при които той достига до 50%. Те представляват голям интерес за специалистите по HED метеорити, тъй като могат да предложат представа за мантията на родителското тяло или за един краен член на еволюцията на магмата, при който оливинът и ортопироксенът са кристализирали заедно.
Акцесорните минерали са диопсид (0 – 2 об.%), троилит (0 – 3 об.%), метал (<1 об.%), SiO2 (0 – 2 об.%), флуоропатит, витлокит, пентландит, меден пиротин и естествена мед. Металът се състои от никел (3 – 7 тегл.%) и кобалт (0,5 – 1,6 тегл.%).

## Структура и текстура
Болшинството диогенити са брекчирани и са изпитали влиянието на ударни процеси. Характеризират се с по-големи кристали от еукритите, защото са образувани при бавното охлаждане на базалтовата стопилка в подземни магмени камери, така че малките кристали от пироксен успяват да пораснат. По време на охлаждането на магмата кристалите се уплътняват, натежават и потъват към дъното на полутечната матрица, формирайки концентрирана маса, аналогично на тази, която се образува дълбоко в подземните магмени камери на Земята. По тази причина се предполага, че те произхождат от по-големи дълбочини отколкото еукритите.
Много еукрити и диогенити са метаморфизирани така, че техните пиорксени и плагиоклази са уравновесени и са загубили всякакви данни за първоначалното си магнитно зониране. Освен това те са преживели и термичен метаморфизъм. В тази група влизат базалтови скали, които са прекристализирали във финозърнеста гранитна структура и са се превърнали в метаморфизирани базалти.

## Класификация според структурата
В зависимост от структурата си диогенитите се делят на две подгрупи – брекчирани и небрекчирани

### Брекчирани диогенити
Брекчираните диогенити са мономиктни (от един минерал) брекчи, съставени от пироксен и пироксенитови фрагменти, циментирани в маса от малки пироксенови частици. Мономиктните диогенитни брекчи се приемат като отлагания след ударни изхвърляния от кратера. Типичният брекчиран ортопироксенитен диогенит е съставен от груби ортопироксенови класти с размер до 5 см, разпръснати из финозърнеста фрагментирана матрица от ортопироксен. Дунитовият диогенит има подобна текстура, но с оливин като основен минерал, чиито класти са с размер до 2,5 мм. Ортопироксенит-харцбургитните диогенити са съставени от фрагментирани брекчи от харцбургит с по-голямо съдържание на магнезий и повече железен ортопироксенит, които са умерено смесени. Норитните диогенити са брекчирани скали, съставени от ъгловати минерални класти в черна, стъкловидна матрица, съдържаща фини зърна от кластични отломки.

### Небрекчирани диогенити
Някои от небрекчираните диогенити имат едрозърнеста (до 6 мм) магмена структура. При тях допълнителните минерали са плагиоклаз и оливин. Други се отличават с добре запазена кумулативна структура и зонален състав на пироксена, оливина и хромита. Някои като тези от тип Y 74013 (Ямато A) са представени от сдвоени метеорити, имат среднозърнеста гранобластна структура и могат да представляват прекристализирали финозърнести ортопироксенови брекчи. Те могат да се интерпретират като термично метаморфизирани ударни кратерни брекчи.

## Класификация според съдържанието на оливин
През 2005 г. Едуард Ъруинг предлага класификация на диогенитите според съдържанието на оливин в тях:
- Оливиносъдържащи – 1 – 5% оливин
- Диогенити, богати на оливин – съдържание на оливин в диапазона 5 – 30%. По време на създаване на класификацията такива все още не са били открити.
- Оливинови диогенити – перидотитни скали със съдържание на оливин над 30% от обема им. Структурата им е едрозърнеста с размер на зърната до 5 мм. Скалните структури са брекчирани, катакластични (образувани от прогресивното разбиване и смилане на съществуващи скали), равномернозърнести. Основните минерали са ортопироксен и оливин, а допълнителните са анортитен плагиоклаз, ниско-алуминиев хромит, троилит и ниско-никелов метал. Понякога ортопироксенът съдържа висококалциев пироксен под формата на включвания или ламели. Съдържанието на оливин варира от 30 до 45% от обема.[2]